# Сухонь, Эуген
Эуген Сухонь (словац. Eugen Suchoň; 25 сентября 1908, Пезинок — 5 августа 1993, Братислава) — словацкий композитор, автор национальных опер «Водоворот» (Krutnava, 1941—1949), «Святоплук» (Svätopluk, 1952—1959).

## Биография
Отец Сухоня, Ладислав Сухонь, был органистом. Его мать, Серафина Сухоньова, была учительницей музыки, и именно от неё Эуген получил первые уроки.
Учился в Братиславской академии музыки у Ф. Кафенды (1927—1931), затем в Пражской консерватории у Витезслава Новака, в 1948—1954 — на педагогическом факультете Братиславского университета, в 1954—1960 — в Высшей педагогической школе в Братиславе.
С 1933 преподавал в Братиславской академии музыки, в 1959—1974 в Братиславском университете.
Ранние сочинения — в классических традициях. В 1920—40-х годах сочиняет музыку в национальном духе, обнаруживающую некоторые влияния экспрессионизма и неоклассицизма. С середины 1950-х годов освоил некоторые элементы серийной техники.
Обе оперы Сухоня были впервые исполнены в Национальном театре в Братиславе. Неоднократно они ставились и за рубежом, в том числе в СССР. Среди постановок:
- Krútňava, 1949, Национальный театр, Братислава
- Svätopluk, 1960, Национальный театр, Братислава
- «Водоворот жизни», 1961, Московский музыкальный театр имени Станиславского и Немировича-Данченко
- «Сватоплук», 1962, Саратовский театр оперы и балета имени Чернышевского

В 1951, 1954 и 1959 годах становился лауреатом Государственной премии. Народный артист ЧССР (1959).

## Список сочинений

### Оперы
- «Водоворот» (Krútňava, 1941—1949), 105 мин., опера в шести картинах
- «Святоплук» (Святоплук[чеш.], 1952—1959), 143 мин., драматическая опера-фреска

### Музыка к театральным постановкам
- Музыка к драме Ивана Стодоли «Король Святоплук» (Kráľ Svätopluk, 1935—1936) — увертюра и несколько номеров для большого оркестра, op.10
- Music to Gerzo’s play Barbora Celska (1937), symphonic opus for orchestra.

### Симфонические произведения
- The little Suite with Passacaglia (1967) 11 min., symphonic opus for large orchestra, op.3
- Balladic Suite (1934-36) 22 min., symphonic opus for large orchestra, op.9
- The fight will be finished tomorrow (1950), music for feature-length film for large orchestra
- Metamorphoses (1951-53) 29 min., symphonic variations for large orchestra
- Symfonietta Rustica (1954-55) 16 min., symphonic opus for large orchestra
- The Breakthrough (1977) 24 min., symphonic picture to the film

### Вокально-симфонические произведения
- Nox et Solitudo (1932) 13 мин., 5 песен для меццо-сопрано и оркестра
- «Псалом земли Подкарпатской» (1937—1938), 38 мин., кантата для тенора, смешанного хора и большого оркества, op.12
- Ad astra (1961) 13 мин., 5 песен для сопрано и малого оркестра
- «Три песни для баса» (1984—1985), 17 мин., для баса и оркестра

### Концертные произведения
- Burlesque (1933) 12 min., for Violin and large orchestra
- Fantasia (1948) 14 min., for Violin and large orchestra
- Rhapsodic Suite (1964-65) 25 min., for Piano and orchestra (or two Pianos)
- Symphonic Fantasia on B-A-C-H (1971) 27 min., for Organ, String orchestra and Percussions (or for Organ and Piano)
- Concertino (1977) 20 min., for Clarinett and orchestra

### Камерно-инструментальные произведения
- Sonata in A flat Major (1929-30) 26 min., for Violin and Piano
- String Quartett (1930-31, reworked 1939), for String quartett
- Little Suite with Passacaglia (1931-32) 11 min., for Piano
- Serenade (1932-33) 12 min., for Wind quintett or String orchestra
- Piano Quartett (1932-33) 28 min., for Violin, Viola, Violoncello and Piano
- Balladic Suite (1935) 22 min., for Piano
- Academic Fanfare of Comenius University (1937) 2 min., for Wind ensemble
- Sonatina (1937) 12 min., for Violin and Piano
- Wedding Dance from opera The Whirlpool (1971) 6 min., for Piano
- Metamorphoses (1951-53) 29 min., for Piano
- Poeme Macabre (1963) 11 min., for Violin and Piano
- Six Pieces for Strings (1955-64) 24 min., for Quartett or String orchestra
- Kaleidoscope (1967-69) 65 min., composition for Piano, String orchestra and Percussions
- Toccata (1973) 11 min., for Piano
- Pictures from Slovakia (1954-55), six cycle compositions for Piano
- Contemplations (1964) 19 min., eight Compositions for Narrator and Piano

### Вокально-инструментальные произведения
- Glimpse into the unknown (1977) 9 min., three Songs for higher-pitched Voice and Piano

### Хоровые произведения
- How beautiful you are (1932-33), mixed (female or male) choirs
- «О горах» (1934—1942) для мужского хора

### Музыка кино
- Бой закончится завтра (1951)